# Storia della Repubblica Federale di Germania (1949-1990)

## Antefatti (1945-1949)

Occupation zone borders in Germany, early 1946. The territories east of the Oder–Neisse line, under Polish and Soviet administration/annexation, are shown in cream, as is the detached Saar Protectorate (France). Bremen was an American enclave within the British zone. Berlin was a four-power area within the Soviet zone.

Tra il 4 e l'11 febbraio 1945 si tenne la Conferenza di Yalta dove venne deciso l'assetto una volta che fossero finite le ostilità in Europa. I capi di Stati Uniti, Unione Sovietica e Regno Unito decisero che le annessioni tedesche successive al 1937 fossero annullate. La Conferenza decise che la Slesia e la Prussia orientale sarebbero passate alla Polonia e alla Russia e che il restante territorio tedesco sarebbe stato diviso in quattro zone d'occupazione. A sua volta Berlino sarebbe stata divisa in quattro parti.

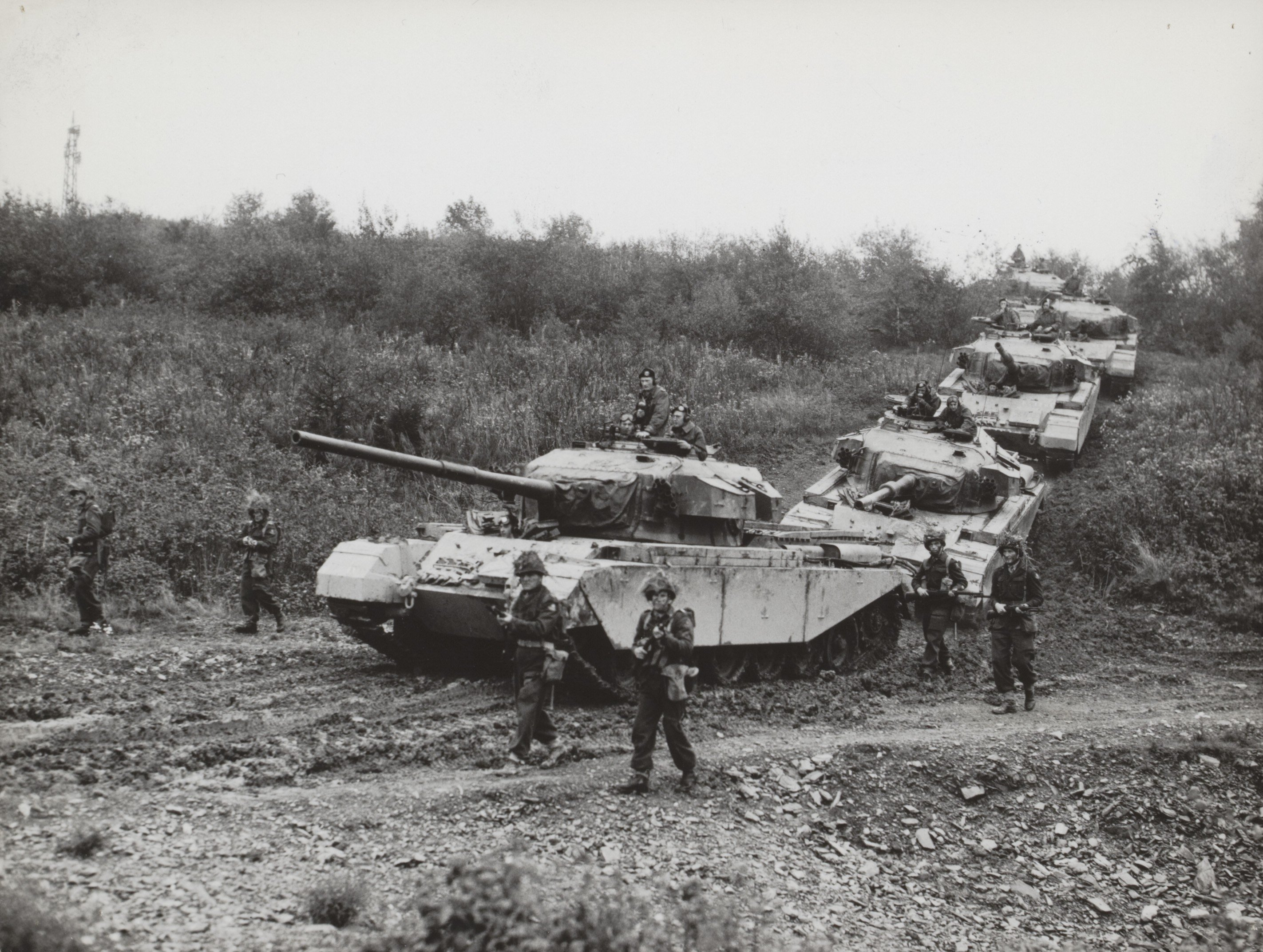
Dutch tanks, pictured in West Germany in 1956 as part of the large British and American-led foreign military presence in the country

Nella Conferenza di Potsdam le quattro potenze vincitrici, Francia, Regno Unito, Stati Uniti e Unione Sovietica, si spartirono la Germania in quattro zone di occupazione I territori tedeschi a est dei fiumi Oder e Neisse passaronosotto sovranità polacca e, nel caso di Koenigsberg, russa. Tra il 1946 e il 1949 tre delle quattro zone di occupazione iniziarono a fondersi. Inizialmente fu tra la zona di occupazione americana e quella britanicca, che formarono la "Bizonia", poi si aggiunse anche quella francese. Al contrario quella sovietica iniziò ad allontanarsi. Nel frattempo si formarono i Länder, che ricalcavano gli antichi principati.

## Nascita della Repubblica Federale di Germania
Il 23 maggio 1949 nacque la Repubblica Federale di Germania. Fu costituita dalle ex zone di occupazione francese, britannica e americana. Nello stesso giorno entrò in vigore la Legge fondamentale della Repubblica Federale di Germania.
il 14 agosto 1949 si tennero le prime elezioni nelle quali si recarono alle urne il 78.5% dei cittadini aventi diritto al voto. Con poco meno del 30% delle preferenze i socialdemocratici avevano la maggioranza relativa. Tuttavia Konrad Adenauer della CDU divenne cancelliere, all'età di settantatré anni, in un governo di coalizione. Alle successive elezioni del 1953, del 1957 e del 1961 la CDU superò i socialdemocratici ed Adenauer rimase ancora cancelliere.

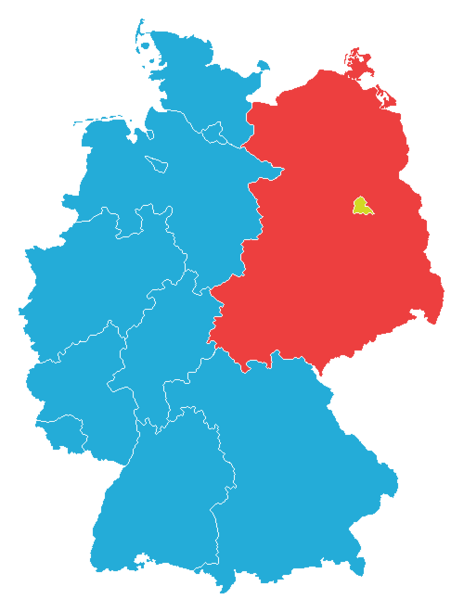
La Repubblica Federale di Germania in blu, dopo la restituzione della Saarland. La Repubblica Democratica Tedesca in rosso.

Il 9 maggio 1955 la Repubblica Federale divenne membro della NATO.
Negli anni Cinquanta la Repubblica Federale ebbe una crescita economica enorme, grazie alla bassa inflazione, all'incremento salariale e all' aumento delle esportazioni.

## Anni Sessanta
Tra il 1949 e il 1966  la vita politica nella Repubblica Federale era stabile, poiché l0azione governativa era trainata dalla stretta alleanza CDU-CSU. L'era di Adenauer, durata per quattordici anni, fu seguita dai brevi cancellierati di Ludwig Erhard (1963-1966) e Kurt Georg Kiesinger (1966-1969).
A metà anni Sessanta il tasso di crescita economica iniziava a rallentare. Nel 1966 si formò un governo di coalizione CDU-CSU e SPD guidato da Kiesinger. Con un'ampia maggioranza dei due terzi del parlamento, il governo di Kiesinger fece approvare alcuni provvedimenti che limitavano alcune libertà nel caso in cui fosse stato dichiarato lo stato d'emergenza.

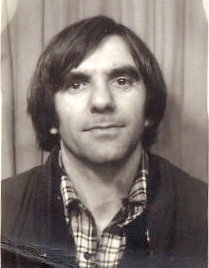
Rudi Dutschke.

Al momento in cui venivano approvate queste leggi, ci fu una fiera contestazione dal nascente movimento studentesco Notstand der Demokratie ("Democrazia in Crisi"). Nel 1967, quando il re di Persia Mohammad Reza Pahlavi visitò Berlino ovest, migliaia di dimostranti si ammassarono fuori dell'Opera House nel quale il monarca era atteso per assistere a uno spettacolo. I dimostranti vennero attaccati dai simpatizzanti dello Scià, mentre la polizia restò inerme. Nel frattempo una dimostrazione in centro venne dispersa quando un manifestante di nome Benno Ohnesorg venne ferito mortalmente alla testa da un poliziotto. Le proteste continuarono e alcuni tabloid, come la Bild iniziarono una forte campagna contro i dimostranti. Le contestazioni alla Guerra del Vietnam, mescolata alla rabbia contro la repressione, portarono gli studenti berlinesi a una militanza attiva. Uno dei capi fu Rudi Dutschke, originario della Repubblica Democratica Tedesca, il quale venne ferito poco prima di Pasqua del 1968. Nel frattempo esplodevano le proteste in tutta la repubblica Federale.

## Anni Settanta

Logo della RAF.

Dopo i fatti di Berlino, gli studenti iniziarono ad organizzarsi per una militanza più attiva. Dopo una tentata rapina in due negozi a Francoforte sul Meno, davanti alla corte tre giovani giustificarono il loro atto di lotta contro l'imperialismo. Il movimento studentesco iniziò a dividersi in diverse fazioni, che andavano dai liberali ai maoisti e agli anarchici. Alcuni gruppi avevano l'obiettivo di radicalizzare la lotta, prendendo ad esempio le Brigate Rosse italiane. Il più noto fu la Rote Armee Fraktion che, per finanziare la loro attività, rapinava banche e diventò ben presto un'organizzazione terroristica e insaguinò la Repubblica Federale negli anni Settanta.
Nelle elezioni del 1969 la SPD riuscì ad aumentare il suo consenso, tanto da poter formare il primo governo di coalizione a guida socialdemocratica con la FDP. Diventato Cancelliere, Willy Brandt iniziò una politica estera di riavvicinamento con i vicini orientali, cioè Polonia, Cecoslovacchia e Germania orientale, la cosiddetta Ostpolitik. Nel dicembre del 1972 venne siglato un accordo con la RDT nel quale si normalizzava le relazioni tra le due Germanie. Oltre ai successi in politica estera, il governo di Brandt fu impegnato a varare una serie di riforme sociali. Il cancellierato di Brandt durò solo quattro anni. Nel maggio 1974 fu costretto a dimettersi, perché un membro del suo staff, Günter Guillaume, si rivelò essere una spia al servizio della Stasi.
Helmut Schmidt, ministro delle finanze di Brandt, formò un governo di coalizione che durò dal 1974 al 1982. Hans-Dietrich Genscher, figura di spicco del FDP, divenne vicecancelliere e Ministro degli esteri. Schmidt era un forte sostenitore dell'unificazione europea e dell'alleanza con gli Stati Uniti. La sua azione fu concentrata in politica estera perché le tensioni internazionali aumentarono. L'Unione Sovietica aveva migliorato le sue testate nucleari a medio raggio, così le permetteva di usare il potere di coercizione. Schmidt chiedeva una risposta da parte della NATO. Poco concentrato sulle riforme sociali, il cancellierato di Schmidt si impantanò col passare del tempo. Nel 1978 Schmidt e Valery Giscard d'Estaing lanciarono il Sistema Monetario Europeo.

## Anni Ottanta
La traballante coalizione di governo tra SPD e FDP durò fino all'ottobre 1982, dopodiché andò in frantumi e se ne formò un'altra tra FDP e CDU-CSU. Nuovo cancelliere della Repubblica fu Helmut Kohl. Alle elezioni del 1983 la CDU-CSU ottenne la maggioranza assoluta dei voti.  Alle successive elezioni del gennaio 1987 i consensi per la CDU-CSU e per la SPD scesero a favore dei Verdi e della FDP. Nonostante il risultato elettorale non brillante, Kohl rimase al governo, in coalizione con la FDP di Genscher. Nell'aprile 1987 Willy Brandt si dimise dalla guida della SPD in seguito alle pesanti critiche ricevute per aver proposto Margarita Matthiopoulos come portavoce del partito, e fu nominato presidente onorario a vita del partito, alla cui guida gli successe Hans-Jochen Vogel.
Alla fine del 1989 ci fu il collasso del blocco orientale, simboleggiato dalla caduta del Muro di Berlino. Successivamente si procedette alla riunificazione tra le due Germanie. La Repubblica Democratica Tedesca si dissolse nel corso del 1990 e i suoi sei länder, oltre alla capitale Berlino est furono aggregati alla Repubblica Federale.